# Felisa Lisasola
Felisa Lisasola (Salto, 31 de octubre de 1877-Salto, 28 de octubre de 1953) fue una poeta uruguaya promotora de una gran actividad cultural en su ciudad.

## Biografía
Hija de Ramón Lisasola (español) y Martina Chouy (vasco francesa). Trabajó como bibliotecaria en la Biblioteca que funcionaba en el Ateneo de Salto
Actualmente la Biblioteca Municipal lleva su nombre.
Fue autora de los libros “Lámpara”, publicado en Montevideo en 1926 y “Meditación”, publicado en Salto en 1931.

## Obras
- Lámpara (Montevideo, 1926)
- Meditación (Salto, 1931)